# Тромбаторе (Рагуза)
Тромбаторе је насеље у Италији у округу Рагуза, региону Сицилија.
Према процени из 2011. у насељу је живело 46 становника. Насеље се налази на надморској висини од 389 м.